# جبل ميرو

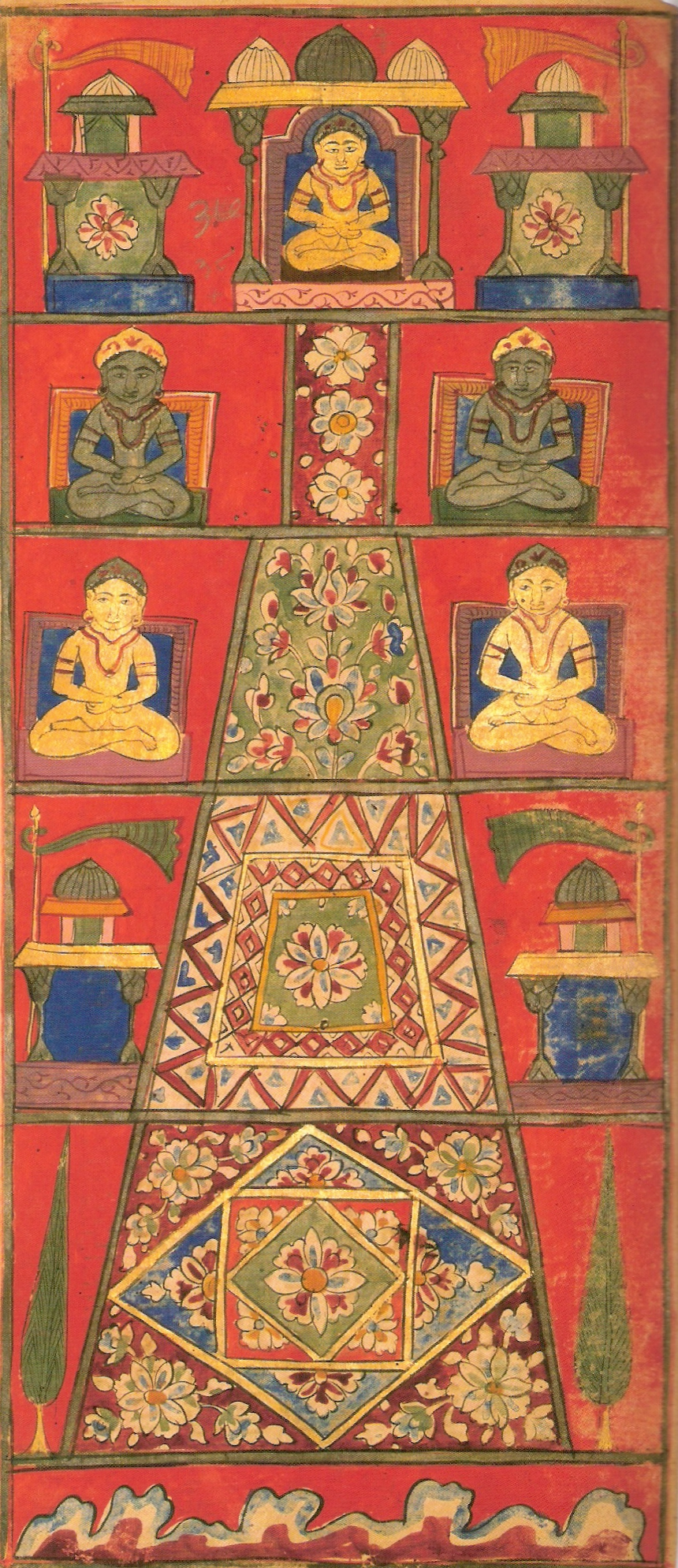
لوحة لجبل ميرو في الجاينية من سامغايانارايانا

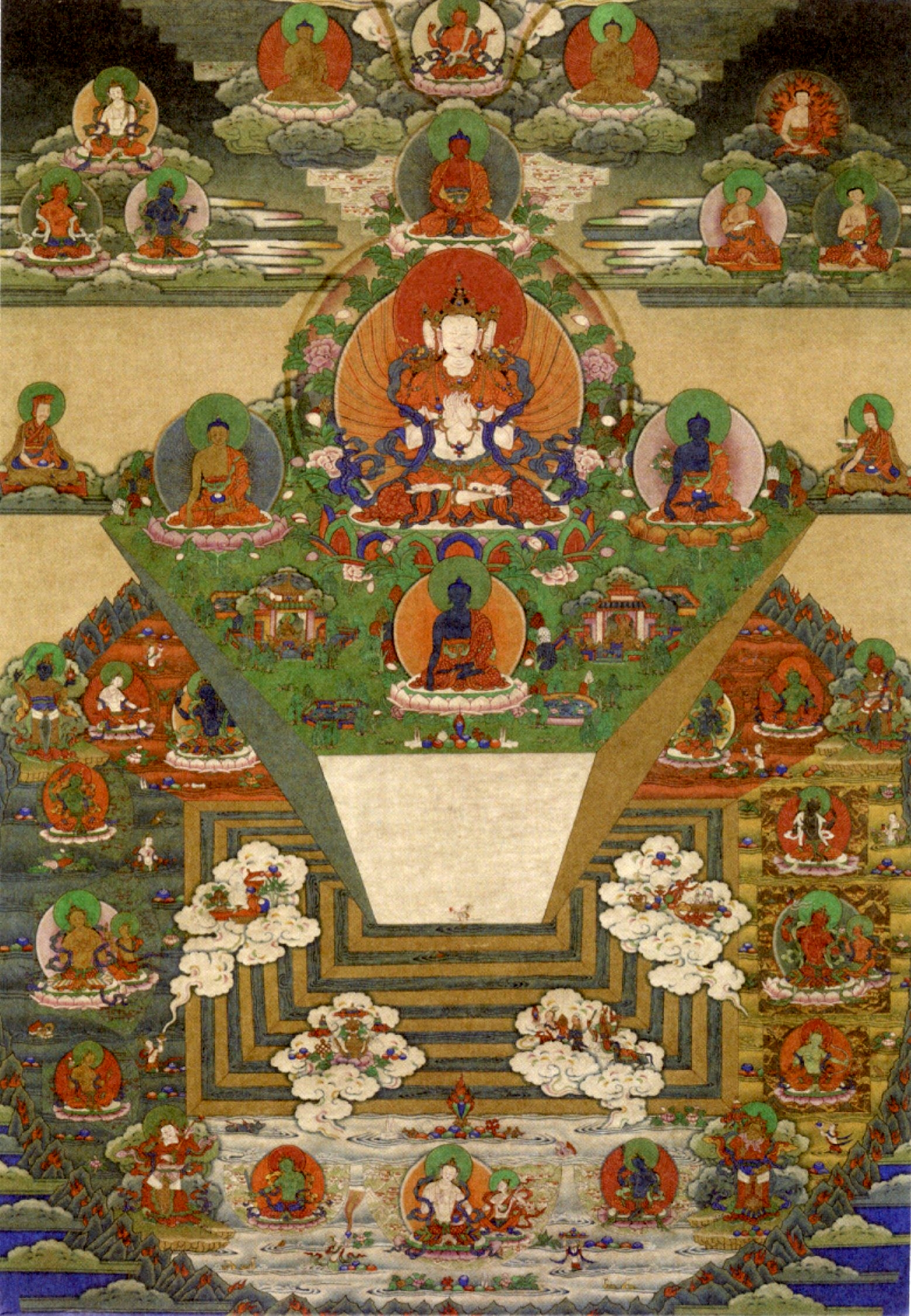
لوحة بوتانية لجبل ميرو تبين الكوسمولوجيا البوذية في القرن التاسع عشر، ترونجسا، بوتان.

جبل ميرو (بالسنسكريتية: मेरु) والمعروف أيضًا باسم سوميرو أو سينيرو أو ماهامرو، وهو الجبل المقدس ذو القمم الخمسة في علم الكون الهندوسية والجاينية والبوذية ويعتبر مركزاً لجميع الأكوان الفيزيائية والميتافيزيقية والروحية.
تم بناء العديد من المعابد الهندوسية الشهيرة وكذلك المعابد الجاينية والبوذية كتمثيل رمزي لهذا الجبل. تعد قاعدة «عرش سوميرو» ميزة شائعة في المعابد الصينية. ويكون أعلى نقطة في ذلك الهرم هو سقف متعدد الطبقات على الطراز البورمي يمثل جبل ميرو.

## أصل الكلمة
لغوياً، الاسم الصحيح للجبل هو ميرو (بالي ميرو أو Pāli Meru) والذي يضاف إليه البادئة التقريبية "su"، مما يؤدي إلى معنى «ميرو الممتاز» أو «ميرو الرائع». ميرو هو أيضاً اسم الخرزة المركزية في سبحة الجابامالا.

## الجغرافيا
إن الأبعاد المنسوبة إلى جبل ميرو، كل الإشارات تلمح إلى كونه جزءاً من المحيط الكوني، مع العديد من العبارات التي تقول: «الشمس مع كل الكواكب تدور حول الجبل»، تجعل تحديد موقعه أكثر صعوبة وفقًا لمعظم العلماء.
يعرف بعض الباحثين على أن جبل ميرو أو سوميرو مع جبال بامير، شمال غرب كشمير.
يذكر نص سوریا سیدهانتا أن جبل ميرو يقع في «وسط الأرض» في أرض جامبوناد (جامبودفيبا). يذكر نارباتيجاياتشاريا، وهو نص من القرن التاسع الميلادي، يستند إلى معظم النصوص غير المنشورة لـ«يامال تانترا» (يُسمع «سو-ميرو» في منتصف الأرض، ولكن لا يُرى هناك).
في إحدى النصوص الهندوسية الكوسمولوجية تم وصف جبل ميرو بأنه محاط بجبال ماندرشالا من الشرق، وجبل سوباسارفا من الغرب، وجبل كومودا من الشمال، وكايلاشا من الجنوب.

## في الهندوسية

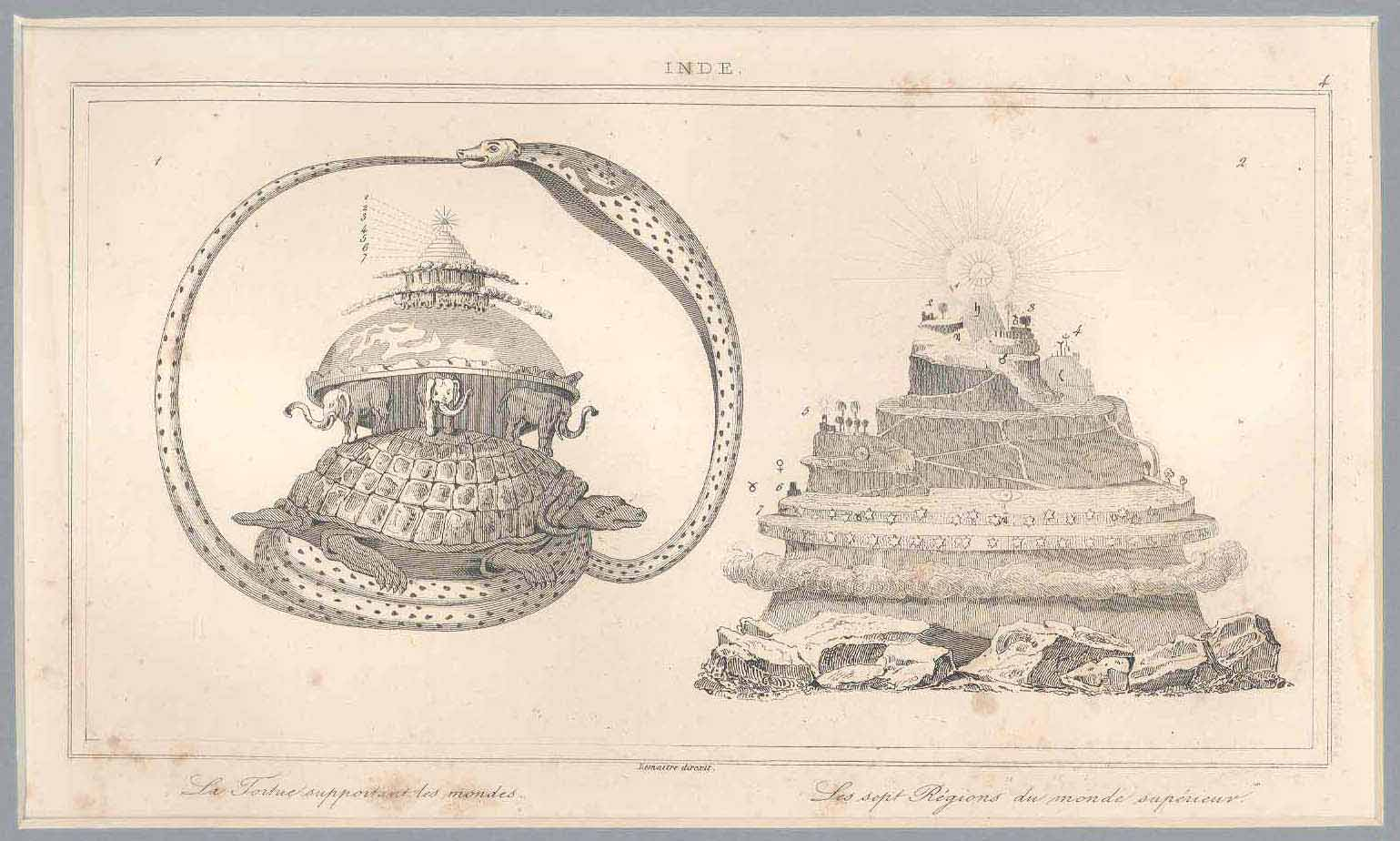
السلحفاة الكونية ، وجبل ميرو

يوصف جبل ميرو في التقاليد الهندوسية بأن مساحته تبلغ 84000 يوجانا (حوالي 1,082,000 كم (672,000 ميل)، أي ما يعادل 85 مرة قطر الأرض، تدور الشمس مع كل الكواكب في النظام الشمسي حول جبل ميرو كوحدة واحدة.
اليوجانا هي وحدة قياس مسافة هندية، وتعادل اليوجانا الواحدة حوالي 11.5 كم (9 أميال) على الرغم من أن حجمها يبدو مختلفاً مع الفترات الزمنية، محيط الأرض هو 3200 يوانًا وفقًا لفراهاميهيرا وأقل من ذلك بقليل في ابريابهاتيا، لكن يقال إنه 5026.5 يوجانا في سورياسيدهانتا. يعطي ماتسيا بورانا وبهجاتا بورانا جنبًا إلى جنب مع بعض النصوص الهندوسية الأخرى ارتفاعًا يصل إلى 84000 يوجانا إلى جبل ميرو والذي يترجم إلى 672,000 ميلًا (1,082,000 كيلومتر).
قيل إن جبل ميرو هو مقر الملك بادامجا براهما في العصور القديمة.
وفقاً للمؤرخ البريطاني تشارلز ألن تم تحديد جبل ميرو بأنه جبل كايلاش. وهناك وصف واحد في فيشنو بورانا ينص على أن الوجوه الأربعة لجبل ميرو مصنوعة من الكريستال والياقوت والذهب واللازورد. وهو أحد أعمدة العالم ويقع في قلب ست سلاسل جبلية ترمز إلى نبات اللوتس.

## في البوذية
وفقًا للكوسمولوجيا البوذية، يقع جبل ميرو (أو سوميرو) في قلب العالم وجامبدفيبا جنوبه. ويبلغ عرضه 80,000 يوجانا وأيضاً ارتفاعه 80,000 يوجانا وفقاً لأبيدهارماكاكوابهايام ويبلغ أرتفاعه 84,000 يوجانا وفقاً لآراء أخرى. وتكون تراياستريشما في قمته، حيث يقيم شكرا. الشمس والقمر تدوران حول جبل ميرو ومع مرور الشمس من خلفه يكون قد عم الليل. للجبل أربعة وجوه، كل وجه مصنوع من مادة مختلفة - الوجه الشمالي مصنوع من الذهب، والوجه الشرقي مصنوع من الكريستال، والوجه الجنوبي مصنوع من اللازورد، والوجه الغربي مصنوع من الياقوت.
في مذهب الفاجرايانا، قرابين ماندالا غالباً ما تشمل جبل ميرو، لأنه يمثل جزئياً الكون بأكمله. ويعتقد أيضًا أن جبل ميرو هو منزل التنعم بالبوذية.
- بوذية تبتية ، كاكراسمفارا تانترا مع جبل ميرو في الوسط.
- لوحة جدارية تصور جبل ميرو في وات ساخت ، بانكوك ، تايلاند.
- التطريز البوذي التبتي الذي يمثل جبل سوميرو.

## في الجاينية

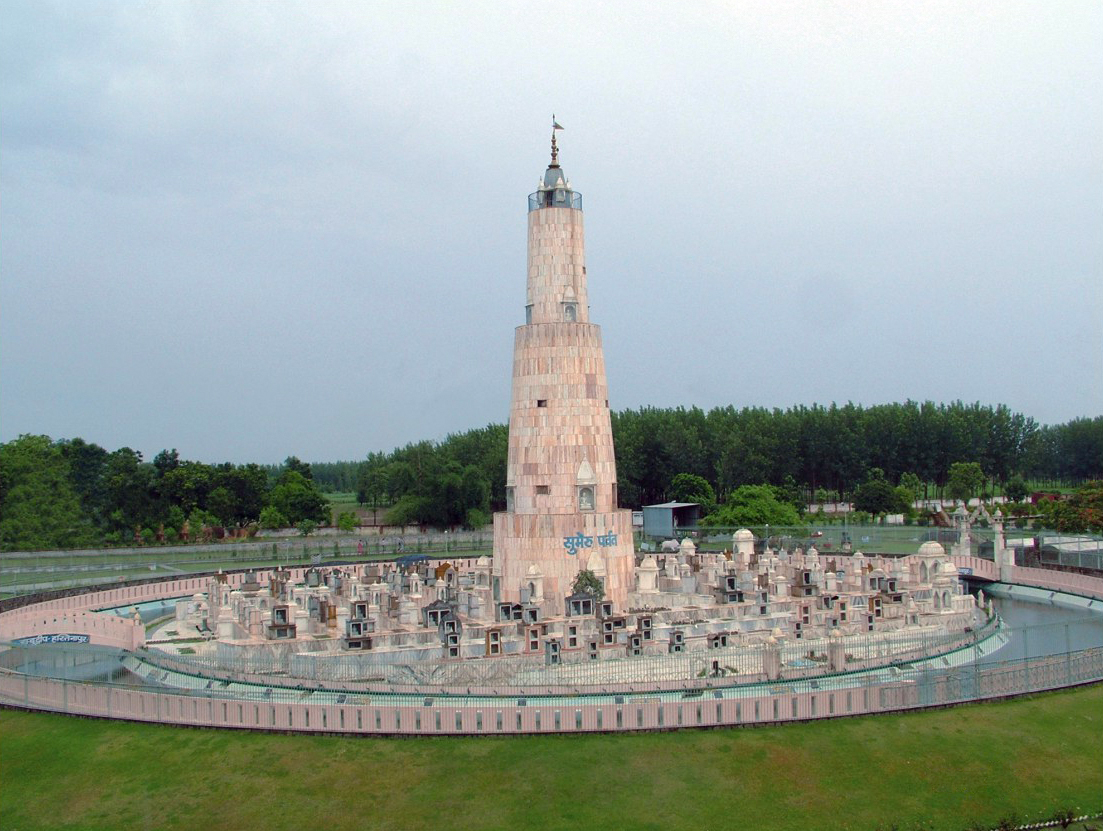
تصوير جبل ميرو في جامبودويب ، معبد جاين في أوتار براديش.

وفقًا للكوسمولوجيا الجاينية، يقع جبل ميرو (أو سوميرو) في مركز العالم محاطًا بجامبوفيبا، في شكل دائرة تشكل قطرها 100000 يوجان. وتوجد هناك مجموعتان من الشمس والقمر والنجوم تدور حول جبل ميرو. بينما تعمل واحدة من المجموعتين، تكون المجموعة الأخرى خلف جبل ميرو.
في الدورة الرابعة والعشرين والأخيرة من التيرتهانكارا، نُقل الأمير ماهافيرا إلى قمة ميرو من قبل الإله إندرا بعد ولادته بفترة قصيرة، بعد أن وضعت والدته الملكة تريشالا في سبات عميق. هناك استحم ودهن بمراهم وزيوت نفيسة.

## الأساطير الجاوية
تم ذكر جبل الآلهة الأسطوري في تانتو باجيلاران، وهي مخطوطة جاوية قديمة مكتوبة بلغة كاوي من فترة ماجاباهيت في القرن الخامس عشر. تصف المخطوطة الأصل الأسطوري لجزيرة جاوة، وأسطورة تحرك أجزاء من جبل ميرو وانتقاله إلى جاوة. أوضحت المخطوطة أن باتارا جورو (شيفا) أمر الإله براهما وفيشنو بمليء جزيرة جاوة بالبشر. ولكن في ذلك الوقت كانت جزيرة جاوة تطفو بحرية على المحيط، وهي تتدحرج وتهتز دائماً. ولإيقاف حركة الجزيرة قررت الآلهة أن تعلقها بالأرض عن طريق تحريك جزء من ماهامرو في جامبوديفيبا (الهند) وربطها بجاوة. وكان الجبل الناتج عن هذه العملية هو جبل سيميرو، أطول جبل في جاوة.
جبل سيميرو حالياً هو بركان نشط كبير على جزيرة جاوة، سمي على اسم ذلك الجبل الأسطوري.

## هندسة معمارية
تم دمج مفهوم الجبل المقدس المحاط بدوائر مختلفة حوله في هيكل المعبد الهندوسي القديم المعروف باسم شيخارا، وهي كلمة سنسكريتية تترجم حرفياً إلى «قمة الجبل». يمكن العثور على أمثلة مبكرة لهذا الأسلوب في معبد هارشات ماتا ومعبد هارشناث في القرن الثامن الميلادي في راجستان غرب الهند. استمر هذا المفهوم أيضاً خارج الهند كما هو الحال في بالي، حيث تضم المعابد أبراج ميرو.
في المعابد البوذية يعتبر معبد مهابودهي في بود جايا أقدم مثال في القرن الخامس وحتى السادس. اتخذت العديد من المعابد البوذية الأخرى شكلها كما هو الحال في معبد وات أرون في تايلاند ومعبد هسينبيوم باغودا في ميانمار.

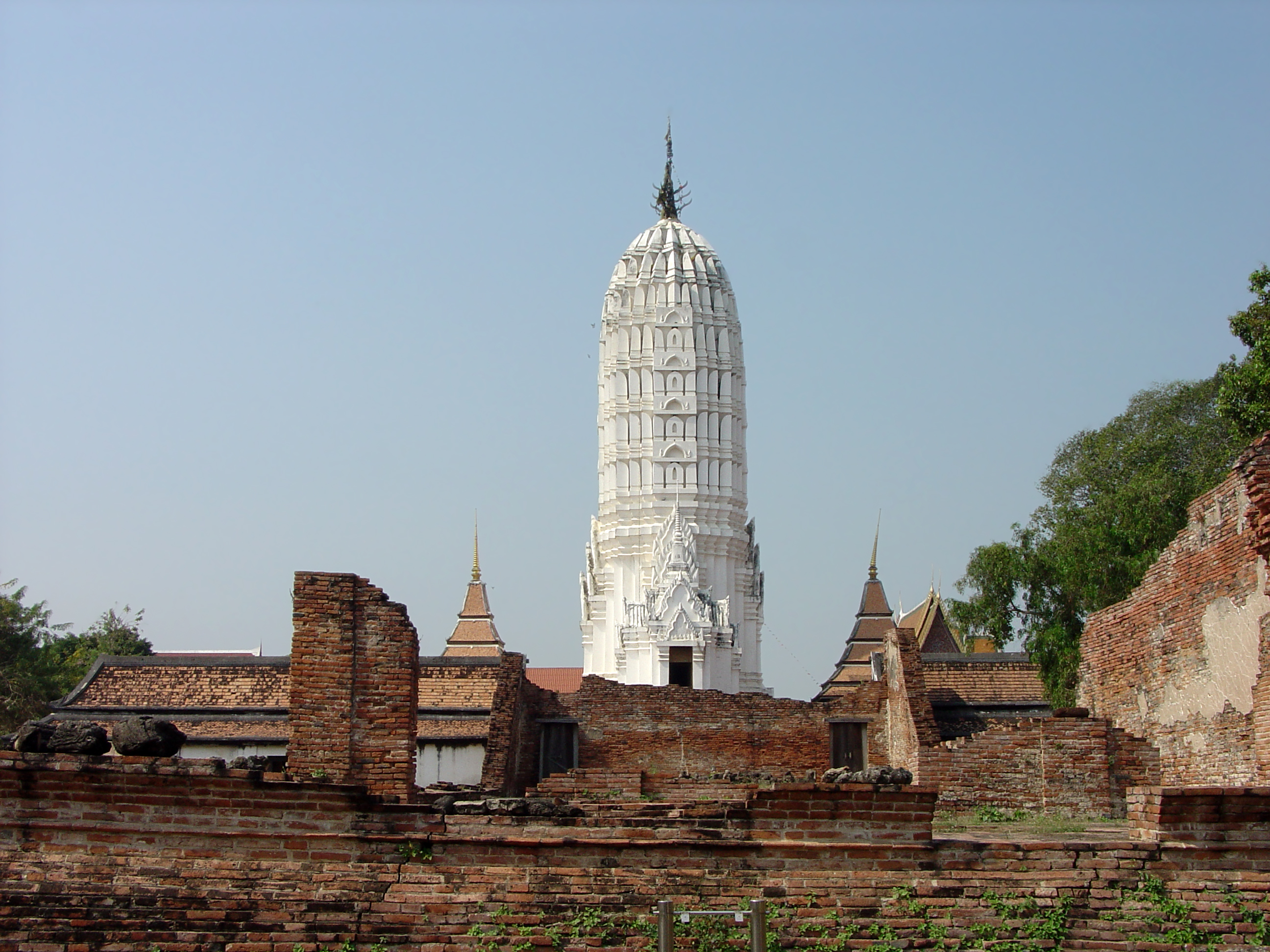
نمط برانغ الكمبودييمثل جبل ميرو
برانغ بوذي في وات آرون ، بانكوك ، يمثل جبل سومرو
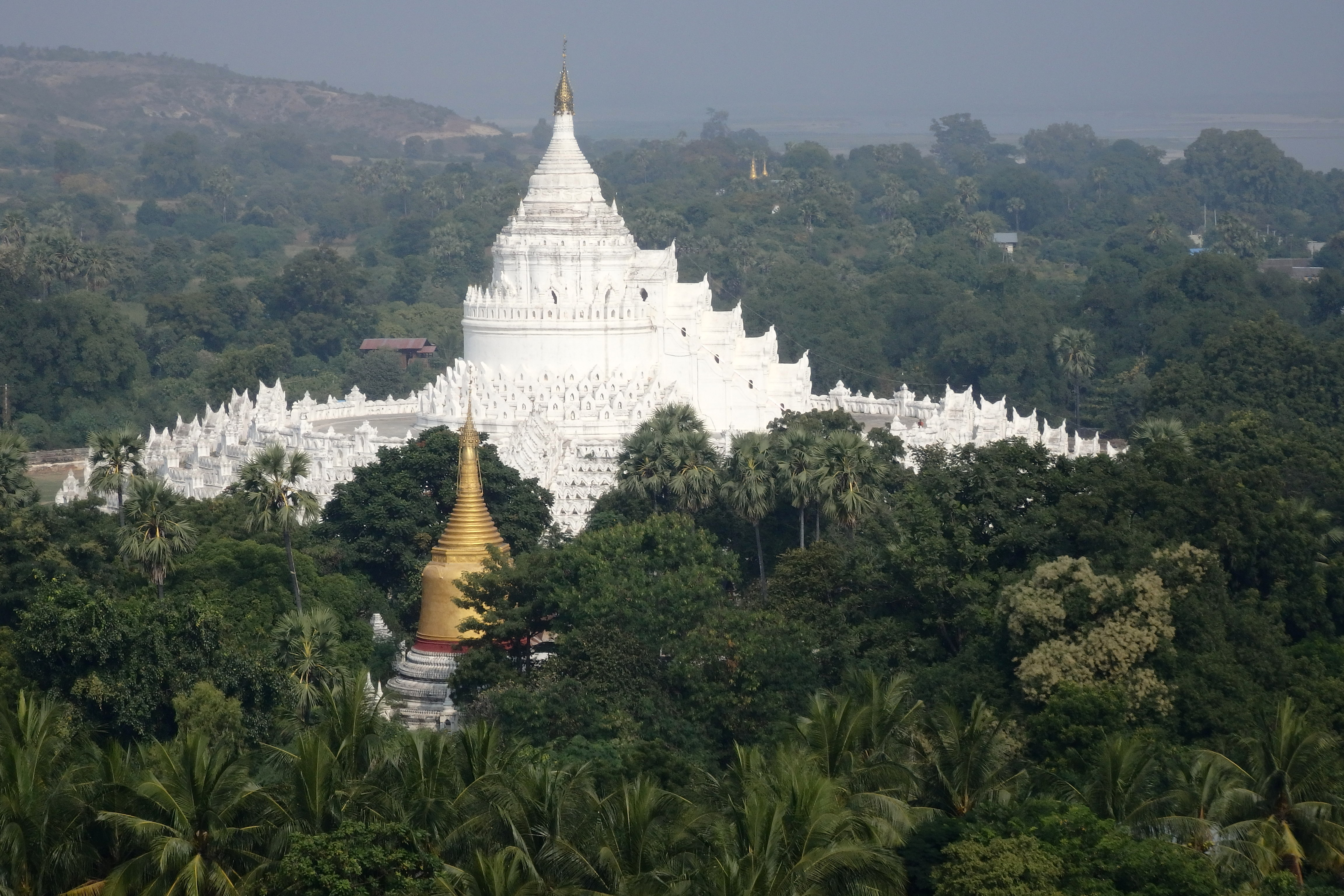
معبد هسينبيوم في ماندالاي ، ميانمار ، ويمثل جبل سوميرو
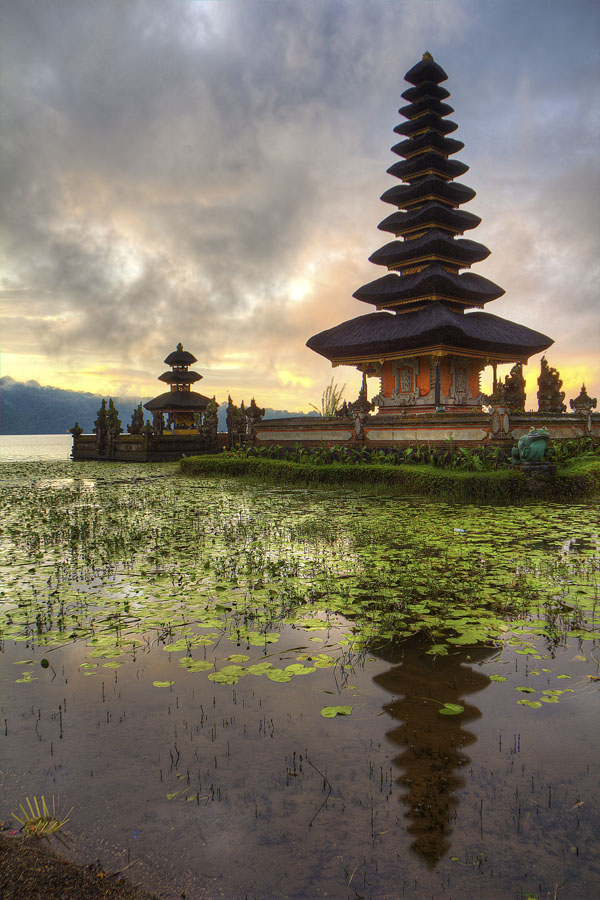
ميرو بورا أولان دانو براتان مكرس لشيفا وزميله بارفاثي